# Affaire Notre-Dame de Kerbertrand
L'affaire Notre-Dame de Kerbertrand est une affaire médiatico-religieuse qui s'est déroulée dans un établissement catholique de Quimperlé au début des années 1970 : la directrice du collège catholique de Notre-Dame de Kerbertrand y a licencié une de ses professeures sur le motif qu'elle se soit mariée à un homme divorcé. Cet acte a mis en lumière des antagonismes entre la doctrine catholique de l'époque, le mode de financement des enseignants catholiques par l'État et la réalité de la société bretonne de l'après 68, ce qui a retenu l'attention de médias nationaux.

## Déroulement de l'affaire

### Le licenciement
Âgée de 26 ans, une professeure de l'école depuis septembre 1969 décide de se marier le 20 juillet 1970 avec un commerçant de Quimperlé qui se trouve être divorcé. Elle en informe sa direction durant l'été.
Le 25 août 1970, la professeure reçoit une lettre de la mère-directrice de l'établissement catholique lui signifiant qu'elle « ne pourrait plus exercer ses fonctions dans cette école »,. D'après sa supérieure et l'association des parents de l'école, l'APEL, le nouveau statut marital de la professeure n'offrirait plus un « climat de vérité auquel ont le droit les adolescents », climat qui réclame selon eux une « concordance entre l'enseignement [catholique] dont la doctrine ne reconnaît pas le divorce [...] et le mode de vie de ceux qui les dispensent ». Dès la rentrée, la professeure ne peut assurer ses cours qui sont repris par une remplaçante. La direction diocésaine de l'enseignement lui propose une mutation dans une autre école catholique.

### Les recours
La professeure présente une requête devant le Tribunal administratif de Rennes à rentrée 1970. Le tribunal rend son verdict le 18 décembre 1970 : la professeur doit être intégrée par l'école.
La direction de l'école entreprend à la suite de ce jugement une démarche auprès du Ministère de l'Éducation nationale de résiliation de contrat pour « comportement incompatible avec le caractère de l'établissement ».

### La crise de janvier 1971
À la rentrée de janvier 1971, après les vacances de Noël, la professeure tente de reprendre son poste. Le président de l'APEL, la directrice, forts du soutien des institutions catholiques nationales, s'y opposent allant jusqu'à empêcher aux élèves d'accéder à la salle de cours de la professeure. Le 4 janvier, la professeure se présente avec un huissier de justice pour faire constater la situation.
L'institutrice reçoit le soutien de 33 collègues de l'enseignement catholique du Morbihan qui protestent « contre l'attitude et les procédés utilisés par l'association des parents d'élèves et la direction »
Avec les échos de l'ORTF, Combat, Le Monde et de radios périphériques, l'affaire prend alors une tournure médiatique nationale. Certains de ces médias se déplacent à Quimperlé pour l'occasion

### La réintégration
Le 11 janvier 1971, un vote des familles scolarisant leurs enfants dans l'établissement est organisé : sur 140 familles, seules 4 familles s'opposent à la réintégration de la professeure, une s'abstient. L'APEL et la direction de l'école décident alors la réintégration de l'enseignante. Le 13 janvier 1971, la professeure reprend alors ses cours auprès des 1re et 2e années de l'école normalement. 
La professeure termine sa carrière au sein de Notre-Dame de Kerbertrand.

## Impact culturel de l'affaire
Le chanteur breton, Gilles Servat, écrit en 1971 une chanson inspiré de cette affaire : L’institutrice de Quimperlé.